# Aleksander Hertz (Regisseur)

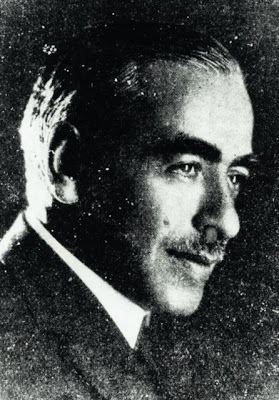
Aleksander Hertz

Aleksander Hertz (* 1879 in Warschau, Russisches Kaiserreich; † 26. Januar 1928 in Warschau, Polen) war ein polnischer Filmregisseur, Filmfirmengründer und Filmproduzent jüdischer Herkunft, einer der bedeutendsten Pioniere der polnischen Kinematographie.

## Leben

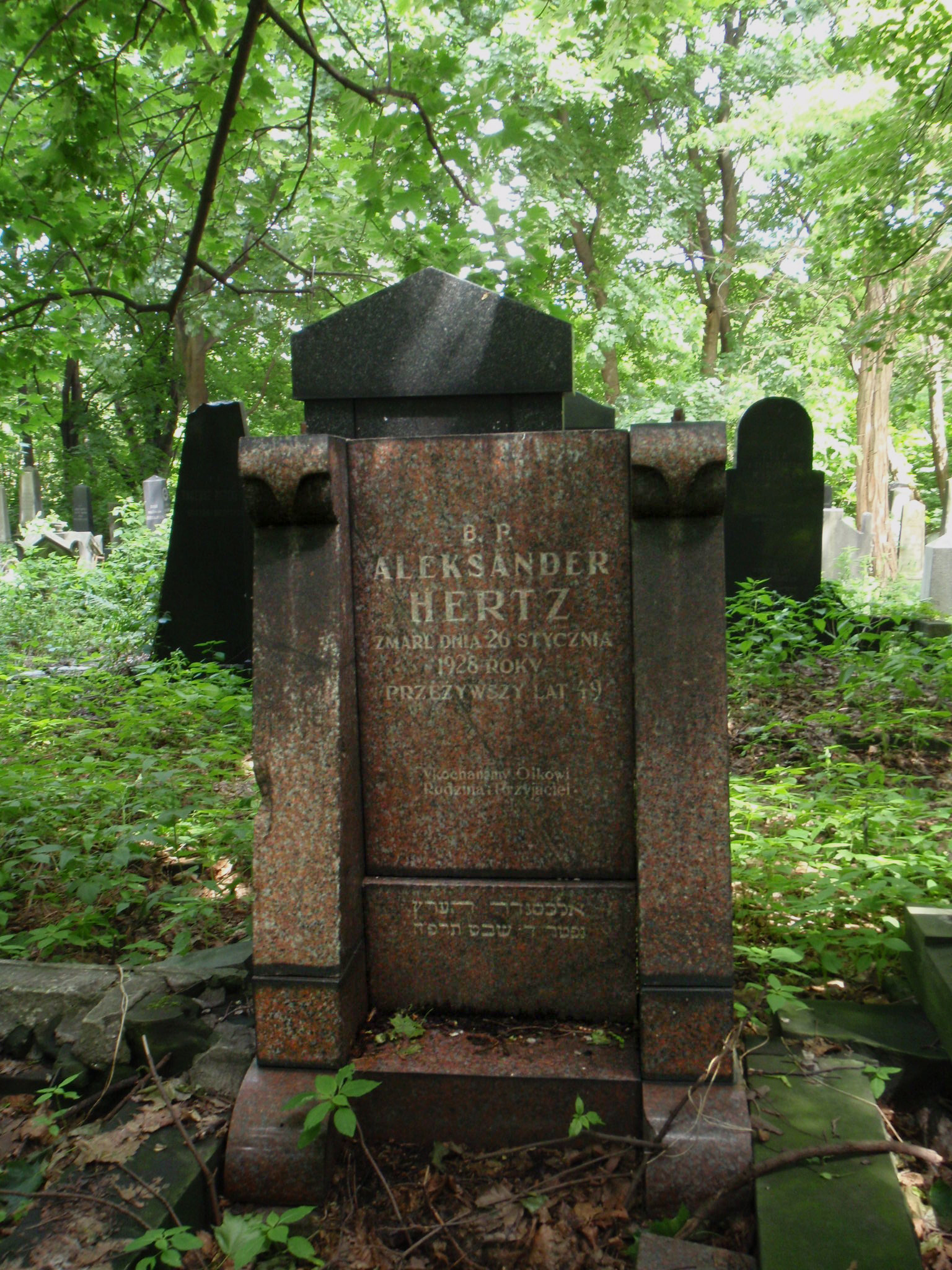
Hertz-Grabstätte in Warschau

Hertz arbeitete bis 1908 in der Bank Dyskontowy. Noch im ersten Jahrzehnt begann er sich für die Kinematographie zu interessieren. 1909 gründete er mit Sfinks in der Warschauer Marszałkowskastraße 116 sein eigenes Kino (später in die Galeria Luxenburga an der Sentorska-Straße umgezogen); denselben Namen (Warszawskie Towarzystwo Udziałowe Sfinks) benutzte Hertz auch zwei Jahre darauf (1911) für die Gründung der ersten polnischen Filmproduktionsgesellschaft. Eine weitere Hertz-Firma befasste sich mit dem Filmvertrieb.
Die Blütezeit von Hertzens Filmtätigkeit war während des Ersten Weltkriegs unter der deutschen Militärherrschaft über das polnische Kernland und Warschau. In diesen Jahren, von 1915 bis 1918, begann Hertz zahlreiche Filme zu inszenieren und zu produzieren. 1915 verschmolz „Sfinks“ mit einem Konkurrenzunternehmen namens Kosmofilm, der alte Name blieb erhalten und Hertz der Firmenleiter. Insgesamt 172 Filme sollen bei der Sfinks unter seiner Ägide entstanden sein, beim Großteil dieser Filme dürfte er auch Regie geführt haben, obwohl, wie damals im polnischen Film durchaus üblich, die Namensnennung des Regisseurs nur selten erfolgte.
Hertz gilt als Entdecker bzw. Förderer der nachmaligen Filmstars Pola Negri und Lya Mara, die bereits 1917 ins deutsche Kaiserreich auswanderten, um dort ihre Filmkarriere zur Blüte zu treiben.

## Filmografie (Auswahl)
als Regisseur und/oder Produzent
- 1912: Spodnie jaśnie pana
- 1913: Wykolejeni
- 1915: Szpieg
- 1916: Bestia (auch Drehbuch)
- 1917: Arabella
- 1918: Książę Józef Poniatowski
- 1918: Mężczyzna
- 1919: Dla szczęścia
- 1919: Krysta
- 1927: Ziemia obiecana